# أكسيد التيتانيوم

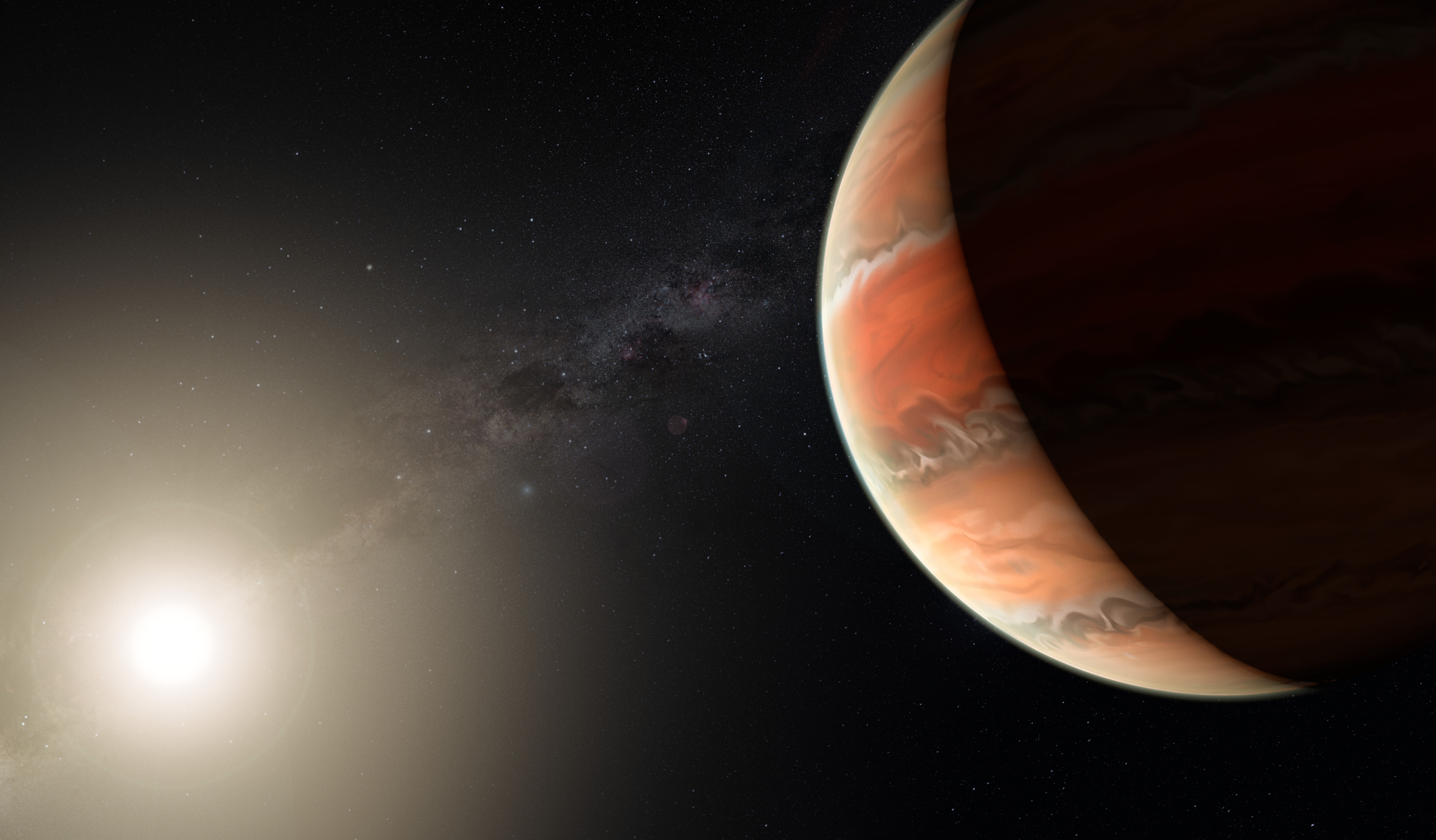
Artist's impression of the exoplanet WASP-19b, in which atmosphere astronomers detected titanium oxide.

أوكسيد التيتانيوم، قد يشير أوكسيد التيتانيوم إلى:
ثاني أكسيد التيتانيوم (أكسيد التيتانيوم (IV) ، TiO2))
أكسيد التيتانيوم (II) أكسيد (أول أكسيد التيتانيوم) ، TiO ، وهو أكسيد غير متكافئ
التيتانيوم (III) أكسيد (ثلاثي أكسيد التيتانيوم) ، Ti2O3
Ti3O
Ti2O—TiOx (x = 0.68 - 0.75)
TinO2n-1 حيث يتراوح n من 3 إلى 9 ،  على سبيل المثال. Ti3O5 ، Ti4O7 ، الخ

## الاستخدامات
غالبًا ما يستخدم كعنصر نشط في واقيات الشمس جنبًا إلى جنب مع الأكسجين وميثوكسيسيناميت.
تستخدم أيضا في صنع أنابيب عادم السيارة بسبب قيمتها الجمالية للون الأرجواني .